# Regno di Serbia (medievale)
Il Regno di Serbia o Serbia dei Nemanjić (Regnum Rasciae) o anche Serbia nemaniade, fu uno stato serbo medievale governato dalla dinastia dei Nemanjić. Si costituì nel 1217 a seguito dell'incoronazione di Stefan Nemanjić Prvovenčani (primo incoronato) quale Re di tutte le terre serbe e del litorale, il quale aveva ereditato i territori unificati dal padre, Stefano Nemanja, ritenuto il fondatore dello stato serbo. Nel 1346, sotto Stefano Dušan, il regno si elevò ad impero "dei Serbi e dei Greci", mirante alla conquista di Costantinopoli.

## Storia
Dopo una battaglia contro i fratelli per l'ascesa al trono, Stefano Nemanja, il fondatore della dinastia reale dei Nemanjić (talora italianizzata in Nemaniadi o Nemanidi), prese il potere nel 1166 e iniziò a rinnovare le strutture dello stato serbo nella regione di Rascia. Sul piano internazionale, Stefano godette per un certo periodo dell'appoggio dei Bizantini, ma in seguito si oppose egli stesso in più occasioni all'autorità imperiale. Quale veliki župan (gran principe o gran giuppano) di Rascia, egli riuscì ad espandere il proprio stato verso ovest, conquistando parte del litorale adriatico e la regione di Zeta. Assieme alle campagne militari e all'attività di governo della nazione, che trasformò in regno unitario, Stefano si dedicò intensamente alla costruzione di nuovi monasteri. Fra questi si possono ricordare i monasteri di Đurđevi Stupovi e di Studenica nella regione di Rascia e il monastero di Hilandar sul Monte Athos.
La dinastia dei Nemanjić resse la Serbia in un periodo particolarmente importante e positivo della sua storia, con la costituzione di un potente stato indipendente, che raggiunse il suo apogeo con lo zar Stefano Dušan nella metà del XIV secolo, fino alla sconfitta definitiva operata dall'Impero ottomano (con la regione di Zeta ultimo bastione ribelle, caduta definitivamente in mano ottomana nel 1499).
A Stefano Nemanja succedette il figlio mediano Stefano II, mentre al primogenito, Vukan, venne affidato il controllo della regione di Zeta (l'attuale Montenegro). Il figlio più giovane di Stefano Nemanja, Rastko (1175 o 1176 - 1235 o 1236), divenne monaco al Monte Athos e decise di prendere il nome di Sava, impegnando le sue energie nella diffusione del cristianesimo e dell'ortodossia nel popolo serbo.

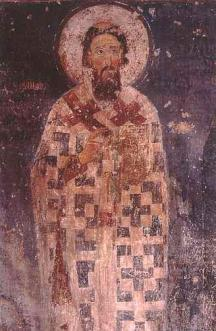
Affresco del XIII sec. raffigurante San Sava, presso il monastero di Mileševa

Sava, fratello del re, si prodigò in un'intensa attività diplomatica presso le autorità ecclesiastiche bizantine, al fine di ottenere lo status di autocefalia per la Chiesa ortodossa serba da lui fondata, divenendo così il primo arcivescovo e primate ortodosso serbo nel 1219, con sede a Žiča (poi trasferita a Peć). A seguito della sua morte fu riconosciuto come il più importante santo del calendario serbo, protettore dell'educazione e della medicina, ed è tutt'oggi patrono di Serbia.
Nel 1217 Stefano II, secondogenito di Stefano Nemanja, venne incoronato re di Serbia dal papa Onorio III, passando perciò alla storia come Stefano Protocoronato (Stefan Prvovenčani). 
La successiva generazione di sovrani serbi, i tre figli di Prvovenčani Radoslav, Vladislav e Uroš I, segnò un periodo di stagnazione per lo stato serbo. Tutti e tre faticarono ad affrancare la Serbia da una posizione subalterna verso le potenze confinanti, ossia l'Impero Bizantino, la Bulgaria e l'Ungheria. Il matrimonio del figlio di Uroš, Dragutin, con una principessa ungherese fu fondamentale nel garantire a quest'ultimo l'accesso al trono, ma segnò anche un avvicinamento del paese al mondo cattolico, sgradito al clero e a gran parte dell'aristocrazia serba.
Con la conseguente abdicazione di Dragutin a favore del fratello minore Milutin (1282), il re ungherese Ladislao IV donò al primo un territorio nel nord-est della Bosnia (la regione di Mačva) e la città di Belgrado, mentre Dragutin stesso si impegnò ad ampliare i propri possedimenti verso nord-est. Alcune di queste regioni, trovandosi per la prima volta in mano serba, furono accorpate in una nuova entità statale chiamata Regno della Sirmia (Srem). Dopo la morte di Dragutin (1316), la Sirmia passò al figlio Vladislav II, che la governò fino al 1325.
Con il regno di Milutin, nettamente più autorevole e carismatico del fratello, il regno di Serbia propriamente detto accrebbe di molto la sua potenza e acquisì una considerevole rilevanza nella scena europea, pur dovendo affrontare battaglie occasionali su più fronti, che altresì permisero al Paese di conquistare ampi territori, soprattutto a meridione. Il re Milutin era un abile diplomatico e seppe sfruttare a proprio vantaggio uno degli espedienti più comuni in età medievale per redimere le questioni internazionali, ossia i matrimoni dinastici, sposandosi per ben cinque volte con principesse ungheresi, bulgare e bizantine. Egli è inoltre ricordato come grande committente di opere d'arte, rinnovatore e fondatore (ktetor, κτήτωρ) di un gran numero di chiese, suggello simbolico della sua autorità specialmente nei territori di nuova conquista. Tra questi monumenti, molti ancora esistenti e perlopiù sparsi negli attuali territori del Kosovo, della Metohija e della Macedonia del Nord, spiccano il monastero di Gračanica, la chiesa di S. Giorgio a Staro Nagoričane e la cattedrale di Prizren. Milutin fece inoltre ricostruire la chiesa madre del monastero di Hilandar al Monte Athos e il monastero dei Santi Arcangeli a Gerusalemme. Soprattutto in luce del suo ruolo di donatore e nonostante la dubbia condotta morale, il sovrano è venerato come santo dalla chiesa ortodossa serba nonché da quella bulgara.
A Milutin succedette il figlio Stefano di Dečani, anch'egli gran donatore della chiesa nazionale (al monastero di Visoki Dečani, suo mausoleo e uno dei maggiori esempi dell'architettura medievale serba, egli deve il suo appellativo Dečanski). Sotto il suo dominio il Regno di Serbia si espanse verso est incorporando la città di Nissa (Niš) e la regione circostante, e a sud con l'acquisizione di nuovi territori in Macedonia. La sconfitta dei bulgari alla battaglia di Velbužd, nel 1330, accrebbe la supremazia serba nei Balcani ponendo le basi del successivo Impero serbo di Stefano Dušan, figlio di Dečanski e figura preminente di tutta la storia serba pre-ottomana.
L'eredità culturale della Serbia dei Nemanjići è oggi rappresentata principalmente dai monasteri e mausolei funebri fondati da questi sovrani, che dimostrano lo sviluppo e la creatività artistica raggiunti dalla nazione serba tra il XII e il XIV secolo. Peculiarità di tali monumenti è il fatto di unire all'impianto bizantino forti elementi di matrice occidentale (romanici e gotici), specialmente nell'apparato plastico e scultoreo. Ciò è evidente soprattutto nel caso della "scuola di Raška" (sec. XII-XIII), prima delle tre grandi correnti dell'arte medievale serbo-ortodossa, con gli esempi illustri di Studenica, Mileševa e Sopoćani. Tale connubio si spiega con la particolare collocazione geografica, geopolitica e culturale della Serbia di allora, al confine tra due mondi (latino e greco-ortodosso) e rispettive influenze.